# Libjo
Libjo est une localité de la province des Îles Dinagat, aux Philippines. En 2015, elle compte 17 760 habitants.